# زبان‌های اوییل

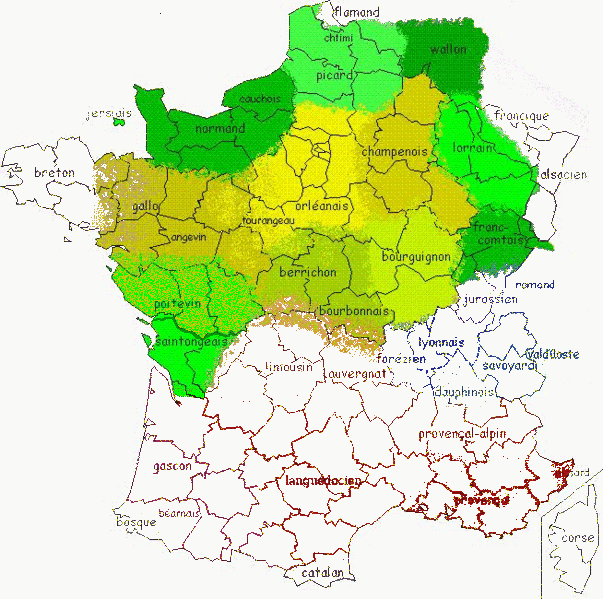
گسترش جغرافیایی زبان‌های اوییل (به جز فرانسوی) را می‌توان در رنگ‌های سبز و زرد در این نقشه دید.

زبان‌های اوییل (به فرانسوی: langues d'oïl) گروه زبانی است شامل فرانسوی و نزدیکترین خویشاوندانش، که در شمال فرانسه، جنوب بلژیک و جزیره‌های مانش گویِش می‌شود.